# Игор Жижикин
Игор Виталјевич Жижикин (рус. Игорь Витальевич Жижикин; 8. октобар 1965. године, Москва, Средишњи федерални округ, РСФСР), руски је глумац, водитељ, редитељ, сценариста и продуцент. Најпознатији је по улогама у филмовима Крвни налаз (2002), Индијана Џоунс и краљевство кристалне лобање (2008), Нагон за убијањем (2009), Туриста (2010), Шифра смрти (2012), Бригада: Наследник (2012), Ловац убица (2018) и Тајна змајевог печата (2019).

## филмографија
| Улоге Игор Жижикин |                                              |                                                    |                   |          |
| Година             | Српски назив                                 | Изворни назив                                      | Улога             | Напомена |
| 2002               | Крвни Налаз                                  | Blood Work                                         | Михаил Болотов    |          |
| 2006               | Алијас                                       | Alias                                              | Чопер             |          |
| 2007               | Одстрел                                      | Burn Notice                                        | Влад              |          |
| 2008               | Индијана Џоунс и краљевство кристалне лобање | Indiana Jones and the Kingdom of the Crystal skull | Пуковник Довченко |          |
| 2009               | Нагон за Убијањем                            | Driven to Kill                                     | Михаил Абрамов    |          |
| 2010               | Туриста                                      | The Tourist                                        | Виргински         |          |
| 2012               | Шифра Смрти                                  | Safe                                               | Шемјакин          |          |
| 2012               | Бригада: Наследник                           | Бригада: Наследник                                 | Игор Веденски     |          |
| 2018               | Ловац Убица                                  | Hunter Killer                                      | Поручник Третјак  |          |
| 2019               | Тајна змајевог печата                        | Тайна Печати Дракона                               | Козак             |          |